# Ostašov
Ostašov település Csehországban, a Třebíči járásban. Ostašov Výčapy, Jaroměřice nad Rokytnou, Petrůvky, Lipník és Klučov településekkel határos. Lakosainak száma 187 fő (2024. január 1.).

## Népesség
A település lakosságának változását az alábbi diagram mutatja:
| Lakosok száma | 189  | 164  | 175  | 175  | 146  | 131  | 135  | 139  | 162  | 187  |
|               | 1869 | 1890 | 1921 | 1950 | 1980 | 2001 | 2017 | 2019 | 2022 | 2024 |